# 昨日のカレーを温めて
昨日のカレーを温めて（きのうのカレーをあたためて）は、フリーで活動する日本のお笑いコンビ。スクールJCA18期出身。かつてはプロダクション人力舎やオフィス北野に所属していた。

## メンバー
みんなのおさむ（本名：山下 修〈やました おさむ〉1987年4月24日（38歳） - ）
ツッコミ・ネタ作り担当。
神奈川県相模原市南区出身。
趣味は都市伝説、算数および数学（問題を解いたり解答を読むのも好き）。
特技はバッティング（中学時代は野球の硬式クラブチームで4番、神奈川県大会にて優勝経験あり。打率5割を超えたこともあったが守備は苦手とし、悪送球率は6割超え）。

だれかのやす（本名：川口 泰央〈かわぐち やすお〉1988年3月2日（37歳） - ）
ボケ担当。
神奈川県相模原市南区出身。
好きなスポーツはハンドボール。中学時代は試合中に相手の監督が自校の生徒へ「ステップシュートはああいうふうに打つんだ!」と言わしめたほどの逸材とされ、Jr.オリンピック選手選考会に招集されたこともある。神奈川県大会ではベスト32の成績を収めた。
好きなゲームは『ストリートファイターIII 3rd strike』。大会での実績はゲームセンターサミー相模大野（現クラブSEGA相模大野）カップにて1回戦敗退。

## 来歴
神奈川県立麻溝台高等学校のハンドボール部にて2人は出会う。互いの第一印象は「面白い奴（川口）」「とにかく黒い奴（山下）」だった。2人とも人を笑わせるのが大好きだったため仲良くなるのに時間はかからず、体育祭にて全校生徒の前に海パン1丁で登場しラジオ体操を披露したこともあった。しかしそれ以外に目立ったお笑いの活動は行わず、別々の大学へ進学した。
就職活動を本格化していく3年時、久々に2人で昼食を取る機会があった。そこで山下が大学を辞めて芸人の道を進もうという旨を話すと、川口も実は芸人になろうと思っていたことを返しコンビ結成。2人とも両親を説得して大学を中退し、養成所・スクールJCAの入学費用と学費返済に充てるためアルバイトに精を出した。
コンビ名は養成所時代、山下が名付けたものに由来。「昨日作ったカレーを温めるのは日常の小さな幸せの瞬間だ」と考え、自分たちもそんな存在でありたいという思いを込めている。コンビ揃って「小田急沿線芸人」を自称している。
デビューしてからしばらくはプロダクション人力舎に所属。人力舎時代は一時期「温泉たまご」というコンビ名で活動していたが、程なくして現在のコンビ名に戻している。後にオフィス北野（現・TAP）へ移籍し、2018年12月からはフリーで活動している。
2015年7月から2019年2月にかけ、毎月及び隔月ペースによる単独ライブ『ジャガイモ』『にんじん』『たまねぎ』を開催した。2019年4月2日には、主催による無料ライブ『大感謝!小田急沿線盛り上げライブ』を相模女子大学グリーンホールにて開催、800人を超える来場客を招いた。
2023年に新ネタライブ『ルー』を開催し、同年12月8日にはベストネタライブ『大収穫祭 究極のルー』を相模原南市民ホールにて無料開催した。

## 芸風
主にコント。漫才もやることがあり、M-1グランプリへの出場経験がある。
オフィス北野主催のライブ内のチャレンジコーナーにて、元祖いちごちゃんやsatomiなど7組の芸人の中から1位に輝いたこともある。

## 出演

### テレビ
- ウチのガヤがすみません!（日本テレビ、2018年4月10日）[11]
- オールスター後夜祭（TBSテレビ、2018年10月7日）
  - メンバーは出演していないが、当時のオフィス北野に所属しているタレントを答える4択問題の選択肢として登場した[12]。
- GirlsPopParadise（TOKYO MX）
- プレミアム歌謡ショー（サンテレビ）

### ラジオ
- 昨日のカレーを温めての「お祭りワッショイ!!」（エフエムさがみ）※冠番組
- とれたてランチBOX（エフエムさがみ）※火曜パーソナリティー
- ...with you（レディオ湘南）※中継レポーター
- JKK東京アニソンHOTスペシャル×それゆけ!月光団（エフエムさがみ、2021年7月17日）

### ネット配信
- 今夜も世田谷を温めてTV（世田谷webテレビ）

### ライブ
- 大感謝!小田急沿線盛り上げライブ（相模女子大学グリーンホール、2019年4月2日）※主催による無料ライブ

## 単独公演
- 昨日のカレーを温めて単独ライブ『ジャガイモ』
  - vol.1（2015年7月8日、阿佐ヶ谷アートスペースプロット）
  - vol.2（2015年8月1日、阿佐ヶ谷アートスペースプロット）
  - vol.3（2015年9月5日、阿佐ヶ谷アートスペースプロット）
  - vol.4（2015年10月10日、中野Vスタジオ）
  - vol.5（2015年12月30日、中野Vスタジオ）
  - vol.6（2016年1月24日、中野Vスタジオ）
  - vol.7（2016年2月21日、新宿Fu-）
  - vol.8（2016年3月26日、新宿Fu-）
  - vol.9（2016年4月29日、新宿Fu-）
  - vol.10（2016年5月20日、中野Vスタジオ）
  - vol.11（2016年6月25日、CHARA DE asagaya）
  - ～最終回～（2016年7月23日、CHARA DE asagaya）
  - ベストネタライブ『～大収穫祭～ 究極のジャガイモ』（2016年12月3日、CHARA DE asagaya）

- 昨日のカレーを温めて単独ライブ『にんじん』
  - vol.1（2017年2月4日、下北沢シアターミネルヴァ）
  - vol.2（2017年4月1日、下北沢シアターミネルヴァ）
  - vol.3（2017年6月3日、下北沢シアターミネルヴァ）
  - vol.4（2017年8月5日、下北沢シアターミネルヴァ）
  - vol.5（2017年10月7日、下北沢シアターミネルヴァ）
  - ベストネタライブ『～大収穫祭～ 究極のにんじん』（2017年12月2日、下北沢シアターミネルヴァ）

- 昨日のカレーを温めて単独ライブ『たまねぎ』
  - たまねぎ1（2018年2月3日、下北沢シアターミネルヴァ）
  - たまねぎ2（2018年4月6日、下北沢シアターミネルヴァ）
  - たまねぎ3（2018年6月2日、下北沢シアターミネルヴァ）
  - たまねぎ4（2018年8月4日、下北沢シアターミネルヴァ）
  - たまねぎ5（2018年10月6日、下北沢シアターミネルヴァ）
  - たまねぎ6（2018年12月1日、下北沢シアターミネルヴァ）
  - たまねぎ7（2019年2月2日、下北沢シアターミネルヴァ）

- 昨日のカレーを温めての新ネタライブ『ルー』
  - ルー（2023年3月18日、だがしあたーイエスマン）
  - ルー '初夏（2023年6月17日、だがしあたーイエスマン）
  - ルー '秋（2023年9月16日、だがしあたーイエスマン）
  - ベストネタライブ『大収穫祭 究極のルー』（2023年12月8日、相模原南市民ホール）